# Rune Ånman

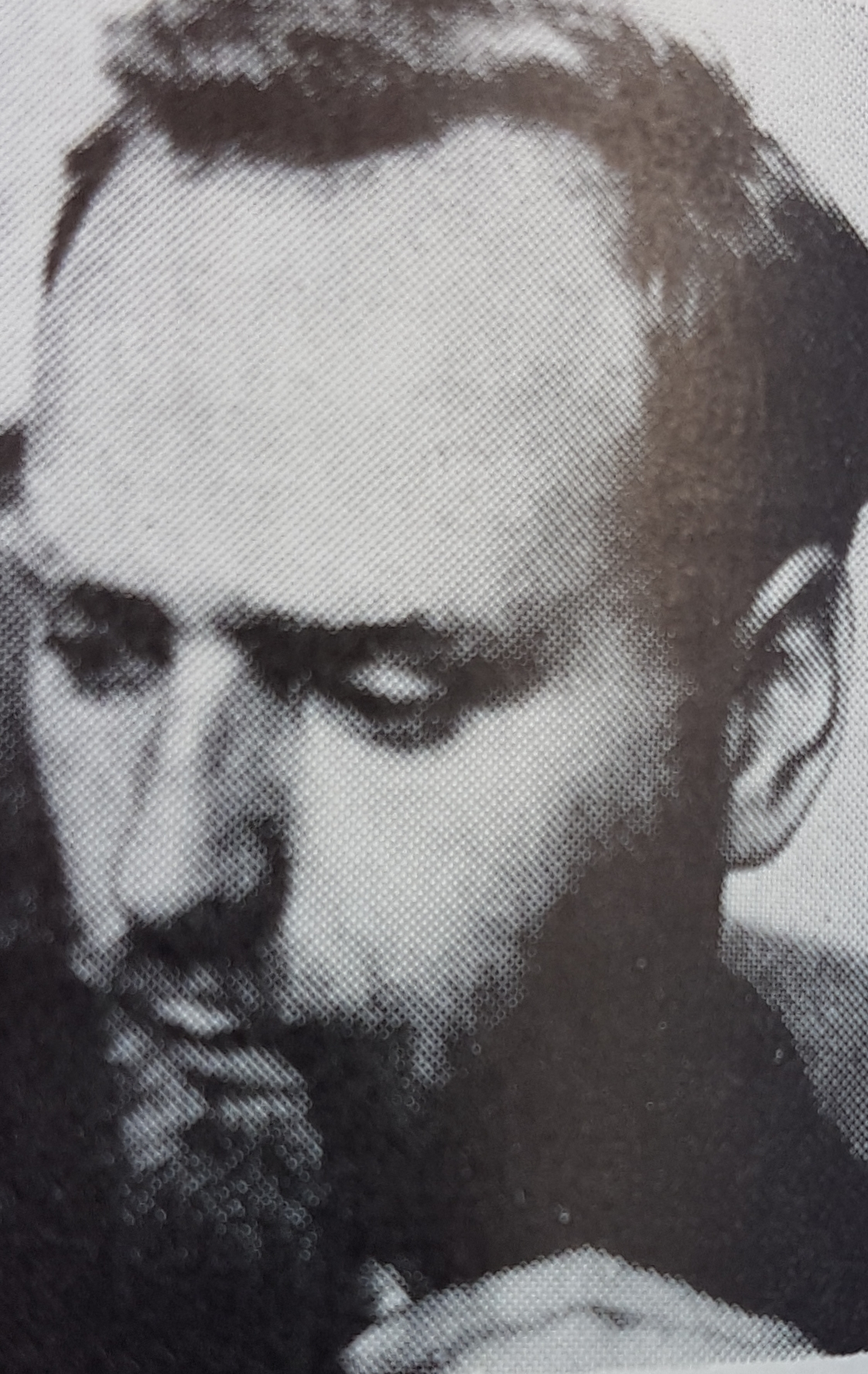
Rune Ånman

Nils Rune Ånman, född 30 december 1934 i Stockholm, död 20 januari 2015 i Tierp, var en svensk målare och tecknare.
Han var son till målarmästaren Nils Uno Ånman och sångpedagogen Gunna Salome Arnevi Olsson och från 1961 gift med Raisa Murikoff. Ånman studerade vid Otte Skölds målarskola i Stockholm 1957 och vid fackavdelningen för dekorativ målning på Konstfackskolan 1962–1966 samt under studieresor till Frankrike, Italien, Tyskland, Schweiz och Spanien. Han medverkade i Nationalmuseums utställning Unga tecknare 1965–1966 och i Liljevalchs Stockholmssalonger. Separat ställde han bland annat ut i Umeå. Ånman är representerad vid Moderna museet, Stockholms stad och Umeå kommun.